# Sebastian Mielitz
Sebastian Mielitz (ur. 18 lipca 1989 w Zehdenick) – niemiecki piłkarz grający na pozycji bramkarza. Od 2017 piłkarzem SønderjyskE, do którego trafił z SpVgg Greuther Fürth. 3 grudnia 2009 zadebiutował w drużynie Werderu w meczu Ligi Europejskiej przeciwko drużynie Nacionalu. Trzy dni później, 6 grudnia 2009 rozegrał swój pierwszy mecz w Bundeslidze, przeciwko zespołowi FC Köln.